# Lista de municípios de São Paulo por área (1901)

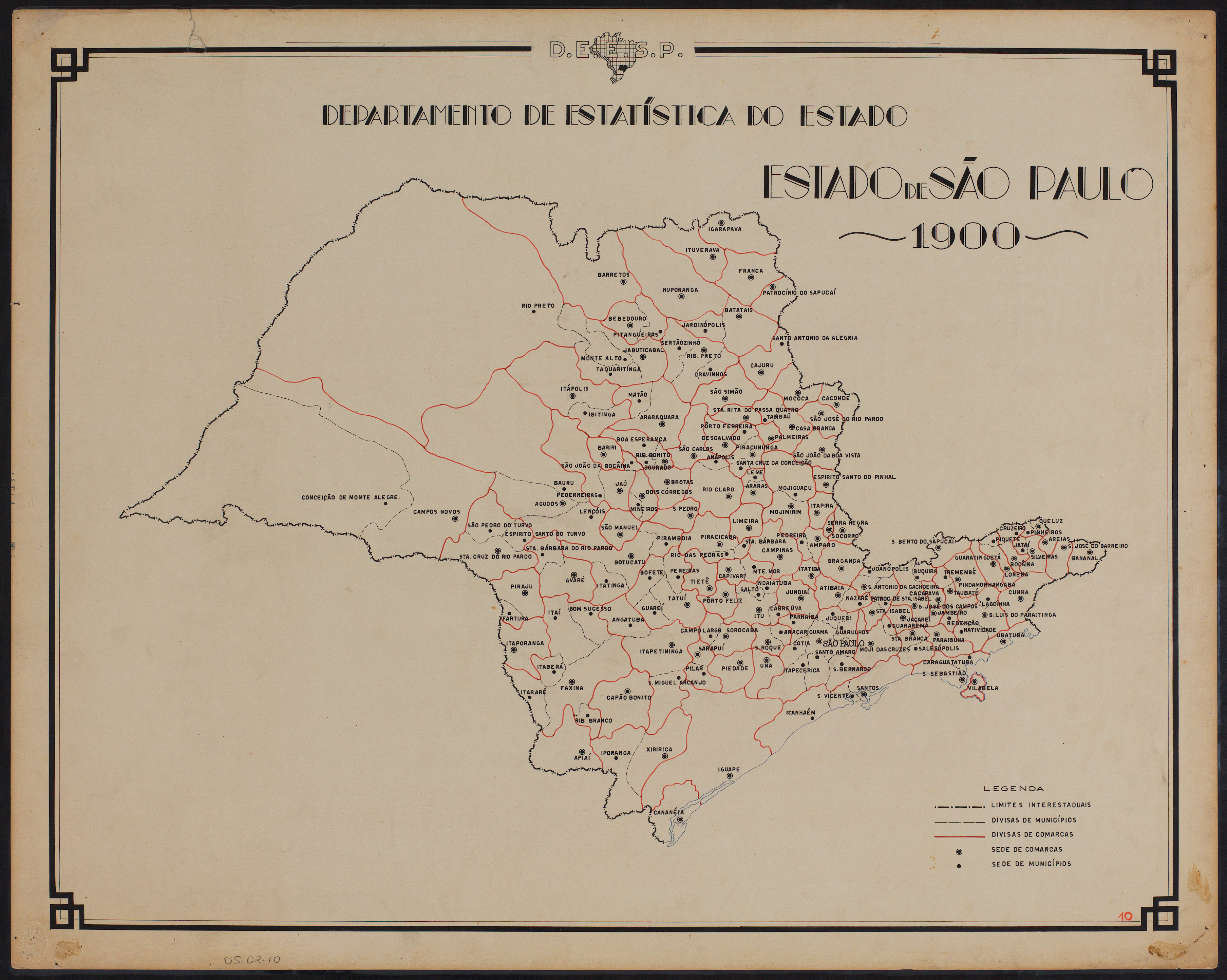
Mapa do estado de São Paulo (1900).

Esta é a divisão territorial administrativa do estado de São Paulo vigente no ano de 1901, incluindo a área territorial dos municípios, com os topônimos e a ortografia da época. O estado de São Paulo possuía 164 municípios até 1898 e passou a contar com 172 municípios em 1899. Também no mesmo período foram criados distritos.
|      | Nome                                                                             | Área (km2) | Mun. | Distr. | Distr. Policial |
| ---- | -------------------------------------------------------------------------------- | ---------- | ---- | ------ | --------------- |
| 1º   | São José do Rio Preto                                                            | 32000,0    | 1894 | 1879   | 1855            |
|      | Conceição de Jatahy (distrito policial de São José do Rio Preto)                 |            |      |        | 1901            |
|      | São Sebastião da Cachoeira (distrito policial de São José do Rio Preto)          |            |      |        | 1901            |
|      | São Sebastião da Fartura (distrito policial de São José do Rio Preto)            |            |      |        | 1901            |
| 2º   | Campos Novos do Paranapanema                                                     | 30080,0    | 1885 | 1880   | 1878            |
|      | Conceição do Monte Alegre (distrito de Campos Novos do Paranapanema)             |            | 1896 | 1891   | 1882            |
|      | Platina (distrito de Campos Novos do Paranapanema)                               |            |      | 1894   | 1893            |
| 3º   | Baurú                                                                            | 17000,0    | 1896 | 1893   | 1892            |
|      | Espírito Santo da Fortaleza (distrito de Baurú)                                  |            |      | 1880   | 1878            |
| 4º   | Iguape                                                                           | 7357,5     | 1639 | 1635   | 1842            |
|      | Jacupiranga (distrito de Iguape)                                                 |            |      | 1870   | 1868            |
|      | Pariquera-Assú (distrito policial de Iguape)                                     |            |      |        | 1900            |
|      | Juquiá (distrito de Iguape)                                                      |            |      | 1853   | 1847            |
|      | Prainha (distrito de Iguape)                                                     |            |      | 1872   | n/d             |
| 5º   | Espírito Santo dos Barretos                                                      | 5740,0     | 1885 | 1874   | 1875            |
|      | Santo Antônio da Alegria (distrito policial de Espírito Santo dos Barretos)      |            |      |        | 1901            |
|      | São José do Baguassú (distrito policial de Espírito Santo dos Barretos)          |            |      |        | 1901            |
|      | São Sebastião da Boa Vista (distrito policial de Espírito Santo dos Barretos)    |            |      |        | 1901            |
|      | São Sebastião do Passa Tempo (distrito policial de Espírito Santo dos Barretos)  |            |      |        | 1901            |
| 6º   | Nuporanga                                                                        | 4240,0     | 1885 | 1873   | n/d             |
|      | Sant'Anna dos Olhos d'Agua (distrito de Nuporanga)                               |            |      | 1877   | 1876            |
|      | São José do Morro Agudo (distrito de Nuporanga)                                  |            |      | 1894   | 1876            |
| 7º   | Yporanga                                                                         | 3745,0     | 1873 | 1830   | 1842            |
| 8º   | Boa Vista das Pedras                                                             | 3620,0     | 1891 | 1886   | 1891            |
|      | Campo Alegre das Pedras (distrito policial de Boa Vista das Pedras)              |            |      |        | 1893            |
|      | São José do Novo Horizonte (distrito policial de Boa Vista das Pedras)           |            |      |        | 1897            |
| 9º   | Xiririca                                                                         | 3055,0     | 1842 | 1763   | 1842            |
|      | Jaguary (distrito de Xiririca)                                                   |            |      | 1900   | 1900            |
|      | Sete Barras (distrito de Xiririca)                                               |            |      | 1885   | 1886            |
| 10º  | Apiahy                                                                           | 3037,0     | 1771 | 1765   | 1842            |
|      | Ribeira (distrito de Apiahy)                                                     |            |      | 1872   | n/d             |
| 11º  | Santa Cruz do Rio Pardo                                                          | 2587,5     | 1876 | 1872   | 1872            |
|      | Ilha Grande (distrito de Santa Cruz do Rio Pardo)                                |            |      | 1898   | 1898            |
|      | Óleo (distrito de Santa Cruz do Rio Pardo)                                       |            |      | 1891   | 1890            |
|      | Salto Grande do Paranapanema (distrito de Santa Cruz do Rio Pardo)               |            |      | 1891   | 1887            |
| 12º  | Capão Bonito do Paranapanema                                                     | 2558,7     | 1868 | 1866   | 1842            |
|      | Capella da Boa Vista (distrito policial de Capão Bonito do Paranapanema)         |            |      |        | 1900            |
|      | São José do Paranapanema (distrito policial de Capão Bonito do Paranapanema)     |            |      |        | n/d             |
| 13º  | Monte Alto                                                                       | 2450,0     | 1895 | 1895   | 1893            |
|      | Apparecida (distrito policial de Monte Alto)                                     |            |      |        | 1890            |
|      | Cordão Escuro (distrito policial de Monte Alto)                                  |            |      |        | 1897            |
|      | São João do Ariranha (distrito policial de Monte Alto)                           |            |      |        | 1901            |
| 14º  | Araraquara                                                                       | 2417,5     | 1832 | 1817   | 1842            |
|      | Rincão (distrito policial de Araraquara)                                         |            |      |        | 1899            |
| 15º  | Lençóes                                                                          | 2361,7     | 1865 | 1858   | 1857            |
|      | São João da Floresta (distrito de Lençóes)                                       |            |      | 1891   | 1892            |
|      | Santa Maria de Boreby (distrito policial de Lençóes)                             |            |      |        | 1900            |
| 16º  | Botucatú                                                                         | 2190,0     | 1855 | 1846   | 1847            |
|      | Bom Jesus do Ribeirão Grande (distrito de Botucatú)                              |            |      | 1889   | 1880            |
|      | Espírito Santo do Rio Pardo (distrito de Botucatú)                               |            |      | 1891   | 1891            |
|      | Prata (distrito de Botucatú)                                                     |            |      | 1899   | 1896            |
| 17º  | São Pedro do Turvo                                                               | 2090,0     | 1891 | 1874   | n/d             |
| 18º  | Ituverava                                                                        | 2077,5     | 1885 | 1847   | n/d             |
| 19º  | Santa Rita do Paraízo                                                            | 1985,0     | 1873 | 1851   | 1847            |
|      | Buritys (distrito de Santa Rita do Paraízo)                                      |            |      | 1897   | 1898            |
|      | Rifaina (distrito de Santa Rita do Paraízo)                                      |            |      | 1873   | 1865            |
|      | Chapadão (distrito policial de Santa Rita do Paraízo)                            |            |      |        | 1899            |
| 20º  | Itapetininga                                                                     | 1976,2     | 1771 | 1770   | 1842            |
|      | Morro Alto (distrito policial de Itapetininga)                                   |            |      |        | 1900            |
|      | Alambary (distrito de Itapetininga)                                              |            |      | 1861   | n/d             |
| 21º  | Tieté                                                                            | 1967,5     | 1842 | 1811   | 1851            |
|      | Conchas (distrito de Tieté)                                                      |            |      | 1896   | 1892            |
|      | Laranjal (distrito de Tieté)                                                     |            |      | 1896   | 1895            |
| 22º  | Avaré                                                                            | 1910,0     | 1875 | 1870   | 1866            |
|      | Cerqueira Cezar (distrito de Avaré)                                              |            |      | 1899   | 1897            |
|      | Macucos (distrito policial de Avaré)                                             |            |      |        | 1892            |
| 23º  | Itararé                                                                          | 1841,2     | 1893 | 1885   | n/d             |
| 24º  | Itaporanga                                                                       | 1837,5     | 1871 | 1855   | 1842            |
|      | Conceição do Rio Verde (distrito policial de Itaporanga)                         |            |      |        | 1897            |
|      | Ribeirão Vermelho (distrito de Itaporanga)                                       |            |      | 1894   | 1889            |
|      | São Roque do Taquary (distrito de Itaporanga)                                    |            |      | 1896   | 1889            |
| 25º  | Bebedouro                                                                        | 1790,0     | 1894 | 1892   | 1886            |
|      | Monte Azul (distrito policial de Bebedouro)                                      |            |      |        | 1900            |
| 26º  | Faxina                                                                           | 1695,0     | 1769 | 1766   | 1842            |
|      | Bairro das Pedras (distrito policial de Faxina)                                  |            |      |        | 1891            |
|      | Porto do Apiahy (distrito policial de Faxina)                                    |            |      |        | 1885            |
| 27º  | Franca                                                                           | 1685,0     | 1821 | 1804   | 1842            |
|      | Crystaes (distrito policial de Franca)                                           |            |      |        | 1901            |
|      | Restinga (distrito policial de Franca)                                           |            |      |        | 1901            |
|      | Ponte Nova (distrito de Franca)                                                  |            |      | 1896   | 1887            |
|      | Ribeirão Corrente (distrito policial de Franca)                                  |            |      |        | 1901            |
|      | São José da Bella Vista (distrito de Franca)                                     |            |      | 1897   | 1897            |
| 28º  | São Simão                                                                        | 1676,2     | 1865 | 1842   | 1842            |
|      | Santa Rosa (distrito de São Simão)                                               |            |      | 1896   | 1893            |
|      | Serra Azul (distrito de São Simão)                                               |            |      | 1893   | 1887            |
| 29º  | Mogy das Cruzes                                                                  | 1526,2     | 1611 | 1611   | 1842            |
|      | Biritiba (distrito policial de Mogy das Cruzes)                                  |            |      |        | 1892            |
|      | Sabaúna (distrito policial de Mogy das Cruzes)                                   |            |      |        | 1895            |
|      | Arujá (distrito de Mogy das Cruzes)                                              |            |      | 1852   | n/d             |
|      | Itaquaquecetuba (distrito de Mogy das Cruzes)                                    |            |      | 1838   | 1842            |
| 30º  | Santo Antônio da Bôa Vista                                                       | 1502,5     | 1891 | 1874   | n/d             |
|      | Sant'Anna do Guarehy (distrito policial de Santo Antônio da Bôa Vista)           |            |      |        | 1897            |
| 31º  | São João do Rio Claro                                                            | 1473,7     | 1845 | 1830   | 1852            |
|      | Ityrapina (distrito de São João do Rio Claro)                                    |            |      | 1890   | 1890            |
|      | Itaquery da Serra (distrito policial de São João do Rio Claro)                   |            |      |        | 1901            |
|      | Santa Cruz da Boa Vista (distrito de São João do Rio Claro)                      |            |      | 1894   | 1892            |
| 32º  | Campinas                                                                         | 1396,2     | 1797 | 1774   | 1842            |
|      | Arraial dos Souzas (distrito de Campinas)                                        |            |      | 1896   | 1890            |
|      | Santa Cruz (distrito de Campinas)                                                |            |      | 1870   | n/d             |
|      | Vallinhos (distrito de Campinas)                                                 |            |      | 1896   | 1893            |
| 33º  | Ribeirão Preto                                                                   | 1387,5     | 1871 | 1870   | 1865            |
|      | Villa Bomfim (distrito policial de Ribeirão Preto)                               |            |      |        | 1895            |
| 34º  | São João de Cananéa                                                              | 1387,5     | 1600 | 1587   | 1842            |
| 35º  | São Miguel Archanjo                                                              | 1372,5     | 1889 | 1877   | 1873            |
| 36º  | Batataes                                                                         | 1368,7     | 1839 | 1814   | 1849            |
|      | Engenheiro Brodowsky (distrito policial de Batataes)                             |            |      |        | 1899            |
|      | Matto Grosso de Batataes (distrito de Batataes)                                  |            |      | 1875   | n/d             |
| 37º  | Mogy-Guassú                                                                      | 1342,5     | 1877 | 1740   | 1842            |
| 38º  | Jaboticabal                                                                      | 1330,0     | 1867 | 1857   | 1848            |
|      | Guariba (distrito policial de Jaboticabal)                                       |            |      |        | 1896            |
|      | São José do Paraízo (distrito policial de Jaboticabal)                           |            |      |        | 1894            |
|      | São Sebastião do Turvo (distrito de Jaboticabal)                                 |            |      | 1899   | 1894            |
| 39º  | Piracicaba                                                                       | 1293,2     | 1821 | 1810   | 1842            |
| 40º  | Cajurú                                                                           | 1285,0     | 1865 | 1846   | 1842            |
|      | Santa Rita de Cássia dos Coqueiros (distrito de Cajurú)                          |            |      | 1899   | 1895            |
| 41º  | Mogy-Mirim                                                                       | 1235,0     | 1769 | 1751   | 1842            |
|      | Jaguary (distrito de Mogy-Mirim)                                                 |            |      | 1896   | 1890            |
|      | Posse (distrito de Mogy-Mirim)                                                   |            |      | 1893   | 1894            |
| 42º  | Brotas                                                                           | 1209,9     | 1859 | 1846   | 1842            |
|      | Campo Alegre (distrito policial de Brotas)                                       |            |      |        | 1900            |
|      | Torrinha (distrito de Brotas)                                                    |            |      | 1896   | 1893            |
| 43º  | Casa Branca                                                                      | 1205,0     | 1841 | 1814   | 1842            |
|      | Lagoa (distrito policial de Casa Branca)                                         |            |      |        | 1901            |
|      | Itoby (distrito de Casa Branca)                                                  |            |      | 1898   | 1894            |
| 44º  | São Carlos do Pinhal                                                             | 1202,5     | 1865 | 1858   | 1857            |
|      | Santa Eudóxia (distrito policial de São Carlos do Pinhal)                        |            |      |        | 1899            |
|      | Ibaté (distrito de São Carlos do Pinhal)                                         |            |      | 1900   | 1894            |
| 45º  | Cunha                                                                            | 1178,7     | 1785 | 1736   | 1842            |
|      | Campos Novos de Cunha (distrito de Cunha)                                        |            |      | 1872   | 1872            |
| 46º  | Ribeirão Branco                                                                  | 1167,5     | 1892 | 1883   | n/d             |
| 47º  | Itapecerica                                                                      | 1145,0     | 1877 | 1841   | 1842            |
|      | Bella Vista do Juquiá (distrito policial de Itapecerica)                         |            |      |        | 1901            |
|      | M'Boy (distrito de Itapecerica)                                                  |            |      | 1880   | n/d             |
| 48º  | Ribeirãosinho                                                                    | 1130,0     | 1892 | 1880   | 1879            |
|      | Bom Jesus da Cachoeira (distrito policial de Ribeirãosinho)                      |            |      |        | 1901            |
|      | São Vicente Ferrer da Taquara (distrito policial de Ribeirãosinho)               |            |      |        | 1901            |
| 49º  | Bom Successo                                                                     | 1115,0     | 1885 | 1859   | 1861            |
| 50º  | Ibitinga                                                                         | 1100,0     | 1890 | 1885   | n/d             |
| 51º  | São José dos Campos                                                              | 1100,0     | 1767 | 1768   | 1842            |
|      | Bairro de Santa Cruz (distrito policial de São José dos Campos)                  |            |      |        | 1897            |
|      | São Francisco Xavier (distrito de São José dos Campos)                           |            |      | 1892   | 1892            |
| 52º  | São Paulo dos Agudos                                                             | 1090,0     | 1898 | 1897   | 1895            |
| 53º  | Conceição de Itanhaén                                                            | 1071,2     | 1561 | 1549   | 1842            |
| 54º  | Jahú                                                                             | 1065,6     | 1866 | 1859   | 1857            |
|      | Barra Bonita (distrito de Jahú)                                                  |            |      | 1896   | 1893            |
|      | Bica de Pedra (distrito de Jahú)                                                 |            |      | 1896   | 1894            |
| 55º  | Sorocaba                                                                         | 1050,0     | 1661 | 1654   | 1842            |
|      | Nossa Senhora do Rosario (distrito de Sorocaba)                                  |            |      | 1880   | n/d             |
| 56º  | Pirajú                                                                           | 1045,0     | 1880 | 1871   | n/d             |
|      | Pinhal (distrito policial de Pirajú)                                             |            |      |        | 1900            |
|      | Santa Cruz do Paraízo (distrito policial de Pirajú)                              |            |      |        | 1899            |
|      | São Bartholomeu (distrito policial de Pirajú)                                    |            |      |        | 1901            |
|      | Bello Monte (distrito de Pirajú)                                                 |            |      | 1899   | 1897            |
| 57º  | Jundiahy                                                                         | 1032,5     | 1655 | 1651   | 1842            |
|      | Bairro do Japy (distrito policial de Jundiahy)                                   |            |      |        | 1891            |
|      | Estação de Jundiahy (distrito policial de Jundiahy)                              |            |      |        | 1891            |
|      | Rocinha (distrito policial de Jundiahy)                                          |            |      |        | 1896            |
| 58º  | Piedade                                                                          | 1030,0     | 1857 | 1847   | 1842            |
| 59º  | Espírito Santo do Turvo                                                          | 1025,0     | 1885 | 1878   | 1875            |
| 60º  | Lavrinhas                                                                        | 1025,0     | 1891 | 1871   | 1870            |
| 61º  | São Manoel                                                                       | 1020,0     | 1885 | 1880   | 1880            |
|      | Apparecida d'Agua da Rosa (distrito de São Manoel)                               |            |      | 1882   | 1883            |
| 62º  | São Pedro                                                                        | 993,7      | 1881 | 1864   | n/d             |
|      | Santa Maria (distrito de São Pedro)                                              |            |      | 1881   | 1881            |
| 63º  | São João da Boa Vista                                                            | 985,0      | 1859 | 1838   | 1842            |
|      | Cascavel (distrito de São João da Boa Vista)                                     |            |      | 1898   | 1899            |
|      | Vargem Grande (distrito de São João da Boa Vista)                                |            |      | 1891   | 1888            |
| 64º  | Bôa Esperança                                                                    | 981,6      | 1898 | 1895   | 1878            |
| 65º  | São Bento do Sapucahy                                                            | 967,5      | 1858 | 1832   | 1842            |
|      | Jaguarybe (distrito policial de São Bento do Sapucahy)                           |            |      |        | 1896            |
|      | Candelaria (distrito de São Bento do Sapucahy)                                   |            |      | 1895   | 1892            |
|      | Santo Antônio do Pinhal (distrito de São Bento do Sapucahy)                      |            |      | 1880   | n/d             |
| 66º  | Santos                                                                           | 965,0      | 1545 | 1543   | 1842            |
|      | Barra de Santos (distrito policial de Santos)                                    |            |      |        | 1891            |
|      | Éste (distrito policial de Santos)                                               |            |      |        | 1890            |
|      | Villa Macuco (distrito policial de Santos)                                       |            |      |        | 1897            |
| 67º  | Espírito Santo da Boa Vista                                                      | 962,5      | 1885 | 1872   | 1873            |
| 68º  | Mococa                                                                           | 940,0      | 1871 | 1856   | 1858            |
|      | Pitumby (distrito de Mococa)                                                     |            |      | 1900   |                 |
| 69º  | Limeira                                                                          | 913,7      | 1842 | 1830   | 1842            |
|      | Bate Pau (distrito policial de Limeira)                                          |            |      |        | 1901            |
|      | Cordeiro (distrito de Limeira)                                                   |            |      | 1899   | 1890            |
| 70º  | Belém do Descalvado                                                              | 912,5      | 1865 | 1844   | 1842            |
| 71º  | Tatuhy                                                                           | 905,0      | 1844 | 1822   | 1842            |
|      | Passa Três (distrito policial de Tatuhy)                                         |            |      |        | 1890            |
|      | Bella Vista (distrito de Tatuhy)                                                 |            |      | 1885   | 1880            |
| 72º  | São Paulo                                                                        | 897,0      | 1558 |        |                 |
|      | Belemzinho (distrito de São Paulo)                                               |            |      | 1899   |                 |
|      | Bráz (distrito de São Paulo)                                                     |            |      | 1818   |                 |
|      | Consolação (distrito de São Paulo)                                               |            |      | 1870   |                 |
|      | Norte da Sé (distrito de São Paulo)                                              |            |      | 1554   |                 |
|      | Nossa Senhora do Ó (distrito de São Paulo)                                       |            |      | 1796   |                 |
|      | Penha de França (distrito de São Paulo)                                          |            |      | 1796   |                 |
|      | Santa Cecília (distrito de São Paulo)                                            |            |      | 1899   |                 |
|      | Santa Ephigênia (distrito de São Paulo)                                          |            |      | 1809   |                 |
|      | Sant'Anna (distrito de São Paulo)                                                |            |      | 1889   |                 |
|      | São Miguel (distrito de São Paulo)                                               |            |      | 1891   | 1891            |
|      | Lageado (distrito policial de São Paulo)                                         |            |      |        | 1896            |
|      | Sul da Sé (distrito de São Paulo)                                                |            |      | 1833   |                 |
|      | Villa Marianna (distrito de São Paulo)                                           |            |      | 1895   |                 |
| 73º  | São José do Rio Pardo                                                            | 887,5      | 1885 | 1874   | 1877            |
|      | Espírito Santo do Rio do Peixe (distrito de São José do Rio Pardo)               |            |      | 1865   | 1863            |
|      | Grama (distrito de São José do Rio Pardo)                                        |            |      | 1896   | 1897            |
| 74º  | Bragança                                                                         | 870,0      | 1797 | 1765   | 1842            |
| 75º  | Sertãosinho                                                                      | 866,2      | 1896 | 1885   | 1886            |
|      | Santa Cruz das Posses (distrito de Sertãosinho)                                  |            |      | 1898   | 1899            |
| 76º  | Una                                                                              | 847,5      | 1857 | 1811   | 1842            |
| 77º  | Pilar                                                                            | 836,2      | 1891 | 1877   | 1891            |
| 78º  | Rio Bonito                                                                       | 835,0      | 1880 | 1866   | n/d             |
|      | Pirambóia (distrito de Rio Bonito)                                               |            |      | 1899   | 1895            |
| 79º  | Fartura                                                                          | 827,5      | 1891 | 1884   | n/d             |
| 80º  | Santa Bárbara do Rio Pardo                                                       | 818,7      | 1876 | 1874   | 1874            |
| 81º  | São Bernardo                                                                     | 817,5      | 1889 | 1812   | 1842            |
|      | Estação de São Bernardo (distrito policial de São Bernardo)                      |            |      |        | 1901            |
|      | Ribeirão Pires (distrito de São Bernardo)                                        |            |      | 1896   | 1890            |
|      | Alto da Serra (distrito policial de São Bernardo)                                |            |      |        | 1897            |
|      | Rio Grande (distrito policial de São Bernardo)                                   |            |      |        | 1899            |
| 82º  | São Luiz do Parahytinga                                                          | 805,0      | 1773 | 1769   | 1842            |
| 83º  | Guaratinguetá                                                                    | 800,0      | 1651 | 1630   | 1842            |
|      | Apparecida (distrito de Guaratinguetá)                                           |            |      | 1891   | n/d             |
|      | Roseira (distrito policial de Guaratinguetá)                                     |            |      |        | 1890            |
| 84º  | São João de Atibaia                                                              | 790,0      | 1769 | 1747   | 1842            |
|      | Campo Largo de Atibaia (distrito de São João de Atibaia)                         |            |      | 1842   | 1842            |
| 85º  | Patrocínio do Sapucahy                                                           | 787,5      | 1885 | 1874   | 1889            |
|      | Ityrapuan (distrito de Patrocínio do Sapucahy)                                   |            |      | 1900   | 1899            |
| 86º  | Pindamonhangaba                                                                  | 785,0      | 1705 | 1690   | 1842            |
| 87º  | Pitangueiras                                                                     | 785,0      | 1893 | 1892   | 1889            |
| 88º  | Porto Feliz                                                                      | 775,0      | 1797 | 1728   | 1842            |
|      | Boituva (distrito policial de Porto Feliz)                                       |            |      |        | 1899            |
| 89º  | Parahybuna                                                                       | 772,5      | 1832 | 1812   | 1842            |
| 90º  | Remedios da Ponte do Tieté                                                       | 750,0      | 1891 | 1866   | 1864            |
| 91º  | Mattão                                                                           | 740,0      | 1898 | 1897   | 1895            |
| 92º  | Natividade                                                                       | 717,5      | 1863 | 1858   | 1858            |
|      | Bairro Alto (distrito de Natividade)                                             |            |      | 1842   | 1842            |
| 93º  | São José do Barreiro                                                             | 710,0      | 1859 | 1842   | 1842            |
| 94º  | Ytú                                                                              | 701,2      | 1654 | 1653   | 1842            |
| 95º  | Bariry                                                                           | 701,0      | 1890 | 1877   | n/d             |
| 96º  | Dous Córregos                                                                    | 683,3      | 1874 | 1865   | n/d             |
|      | Figueira (distrito de Dous Córregos)                                             |            |      | 1899   | 1901            |
| 97º  | Santa Rita do Passa Quatro                                                       | 681,2      | 1885 | 1866   | 1863            |
|      | Santa Cruz da Estrella (distrito de Santa Rita do Passa Quatro)                  |            |      | 1897   | 1894            |
| 98º  | Guarehy                                                                          | 675,0      | 1880 | 1871   | n/d             |
| 99º  | Pirassununga                                                                     | 675,0      | 1865 | 1842   | 1842            |
| 100º | Ubatuba                                                                          | 663,7      | 1637 | 1637   | 1842            |
| 101º | São João de Capivary                                                             | 656,2      | 1832 | 1826   | 1842            |
| 102º | Jacarehy                                                                         | 650,0      | 1653 | 1652   | 1842            |
| 103º | Lorena                                                                           | 642,5      | 1788 | 1718   | 1842            |
| 104º | São Sebastião                                                                    | 642,5      | 1636 | 1636   | 1842            |
|      | São Francisco (distrito policial de São Sebastião)                               |            |      |        | 1871            |
| 105º | Itatinga                                                                         | 640,0      | 1896 | 1891   | 1890            |
| 106º | Santo Amaro                                                                      | 640,0      | 1832 | 1686   | 1842            |
| 107º | Amparo                                                                           | 625,0      | 1857 | 1839   | 1842            |
|      | Entre Montes (distrito policial de Amparo)                                       |            |      |        | 1892            |
|      | Monte Alegre (distrito de Amparo)                                                |            |      | 1887   | 1887            |
| 108º | Jardinópolis                                                                     | 625,0      | 1898 | 1892   | 1890            |
| 109º | Caconde                                                                          | 613,7      | 1864 | 1775   | 1842            |
|      | Soledade (distrito policial de Caconde)                                          |            |      |        | 1900            |
| 110º | Araras                                                                           | 612,5      | 1871 | 1869   | 1870            |
| 111º | São José do Parahytinga                                                          | 608,7      | 1857 | 1838   | 1842            |
| 112º | Itapira                                                                          | 598,7      | 1858 | 1847   | n/d             |
| 113º | Tambahú                                                                          | 592,5      | 1898 | 1892   | 1892            |
| 114º | Bananal                                                                          | 587,5      | 1832 | 1811   | 1856            |
|      | Alambary (distrito policial de Bananal)                                          |            |      |        | 1880            |
| 115º | Taubaté                                                                          | 578,7      | 1645 | 1639   | 1842            |
| 116º | Silveiras                                                                        | 530,0      | 1842 | 1830   | 1842            |
| 117º | Parnahyba                                                                        | 512,7      | 1625 | 1625   | 1842            |
|      | Pirapora (distrito de Parnahyba )                                                |            |      | 1892   | 1892            |
| 118º | Cutia                                                                            | 492,5      | 1856 | 1723   | 1842            |
| 119º | Nazareth                                                                         | 488,7      | 1850 | 1676   | 1842            |
|      | Bom Jesus dos Perdões (distrito policial de Nazareth)                            |            |      |        | 1875            |
| 120º | Campo Largo de Sorocaba                                                          | 482,5      | 1857 | 1821   | 1842            |
| 121º | Cravinhos                                                                        | 482,5      | 1897 | 1893   | 1886            |
|      | Serrinha (distrito policial de Cravinhos)                                        |            |      |        | 1901            |
| 122º | Itatiba                                                                          | 475,0      | 1857 | 1830   | 1842            |
|      | Conceição da Barra Mansa (distrito de Itatiba)                                   |            |      | 1891   | 1891            |
| 123º | Espírito Santo do Pinhal                                                         | 450,0      | 1877 | 1860   | n/d             |
| 124º | Ribeirão Bonito                                                                  | 432,6      | 1890 | 1882   | n/d             |
| 125º | São Roque                                                                        | 418,7      | 1832 | 1768   | 1842            |
| 126º | Monte Mór                                                                        | 400,2      | 1871 | 1832   | 1842            |
| 127º | Juquery                                                                          | 398,7      | 1889 | 1642   | 1842            |
|      | Estação de Juquery (distrito policial de Juquery)                                |            |      |        | 1901            |
| 128º | Serra Negra                                                                      | 395,0      | 1859 | 1841   | 1842            |
|      | Lyndoia (distrito de Serra Negra)                                                |            |      | 1899   | 1895            |
| 129º | Soccorro                                                                         | 392,5      | 1871 | 1838   | 1842            |
| 130º | Annapolis                                                                        | 385,0      | 1897 | 1890   | 1890            |
| 131º | Caçapava                                                                         | 385,0      | 1855 | 1850   | 1842            |
| 132º | Patrocínio de Santa Izabel                                                       | 376,2      | 1873 | 1864   | 1863            |
| 133º | Buquira                                                                          | 370,0      | 1880 | 1857   | 1858            |
| 134º | Santa Bárbara                                                                    | 365,0      | 1869 | 1842   | n/d             |
|      | Villa Americana (distrito policial de Santa Bárbara)                             |            |      |        | 1893            |
| 135º | Santo Antônio da Cachoeira                                                       | 363,7      | 1859 | 1836   | 1842            |
| 136º | Caraguatatuba                                                                    | 357,5      | 1857 | 1847   | 1842            |
| 137º | São João do Curralinho                                                           | 356,2      | 1895 | 1893   | 1891            |
| 138º | Santo Antônio da Alegria                                                         | 355,0      | 1885 | 1866   | 1875            |
| 139º | Conceição dos Guarulhos                                                          | 350,0      | 1880 | 1685   | 1842            |
| 140º | Pederneiras                                                                      | 350,0      | 1891 | 1889   | 1889            |
| 141º | Santa Izabel                                                                     | 330,0      | 1832 | 1812   | 1842            |
| 142º | Sarapuhy                                                                         | 323,7      | 1872 | 1844   | n/d             |
| 143º | Cruzeiro                                                                         | 317,5      | 1871 | 1846   | n/d             |
|      | Estação do Cruzeiro (distrito de Cruzeiro)                                       |            |      | 1891   | 1884            |
|      | Entre Rios (distrito policial de Cruzeiro)                                       |            |      |        | 1896            |
| 144º | São Vicente                                                                      | 312,5      | 1532 | 1532   | 1842            |
| 145º | São João da Bocaina                                                              | 299,1      | 1891 | 1891   | 1890            |
| 146º | Santa Cruz das Palmeiras                                                         | 297,5      | 1885 | 1881   | 1879            |
| 147º | Santa Branca                                                                     | 295,0      | 1856 | 1841   | 1842            |
| 148º | Pereiras                                                                         | 293,7      | 1889 | 1876   | n/d             |
| 149º | Indaiatuba                                                                       | 292,5      | 1859 | 1830   | 1842            |
| 150º | Villa Bella                                                                      | 287,5      | 1805 | 1805   | 1842            |
| 151º | Lagoinha                                                                         | 285,0      | 1880 | 1866   | n/d             |
| 152º | Jambeiro                                                                         | 245,0      | 1876 | 1872   | 1872            |
| 153º | Santa Cruz da Conceição                                                          | 243,7      | 1898 | 1881   | 1877            |
| 154º | Dourado                                                                          | 242,9      | 1897 | 1891   | 1885            |
| 155º | Bocaina                                                                          | 242,5      | 1880 | 1876   | n/d             |
| 156º | Redempção                                                                        | 242,5      | 1877 | 1860   | n/d             |
| 157º | São Francisco de Paula dos Pinheiros                                             | 220,0      | 1881 | 1845   | n/d             |
|      | Estação de Lavrinhas (distrito policial de São Francisco de Paula dos Pinheiros) |            |      |        | n/d             |
| 158º | Salto de Ytú                                                                     | 215,0      | 1889 | 1885   | 1888            |
| 159º | Cabreúva                                                                         | 207,5      | 1859 | 1830   | 1842            |
| 160º | Villa Vieira do Piquete                                                          | 207,5      | 1891 | 1875   | n/d             |
| 161º | Tremembé                                                                         | 205,0      | 1896 | 1891   | 1890            |
| 162º | Araçariguama                                                                     | 190,0      | 1874 | 1701   | 1842            |
| 163º | Queluz                                                                           | 175,0      | 1842 | 1803   | 1842            |
| 164º | Porto Ferreira                                                                   | 166,5      | 1896 | 1888   | 1881            |
| 165º | Leme                                                                             | 163,7      | 1895 | 1891   | 1889            |
| 166º | Arêas                                                                            | 153,7      | 1816 | 1801   | 1842            |
| 167º | Guararema                                                                        | 150,0      | 1898 | 1890   | n/d             |
| 168º | Jatahy                                                                           | 135,0      | 1887 | 1857   | 1858            |
| 169º | Rio das Pedras                                                                   | 134,3      | 1894 | 1889   | 1888            |
| 170º | Mineiros                                                                         | 128,3      | 1898 | 1891   | 1890            |
| 171º | Pedreira                                                                         | 101,2      | 1896 | 1890   | 1889            |